# Ceroplesis aenescens
Ceroplesis aenescens es una especie de escarabajo longicornio del género Ceroplesis, subfamilia Lamiinae. Fue descrita científicamente por Fairmaire en 1893.
Se distribuye por Etiopía. Mide 23-33 milímetros de longitud. El período de vuelo de esta especie ocurre únicamente en el mes de mayo.